# Trinkhall Museum
 (janvier 2024).
Le Trinkhall Museum, (anciennement Madmusée pour « Musée d'art différencié ») est un musée liégeois fondé en 1998 qui est situé dans le parc d'Avroy à Liège. Le musée conserve et expose des œuvres réalisées par des artistes porteurs d'un handicap mental, de maladie mentale ou de fragilité psychique, en contexte d'atelier.

## Historique

### Origine
Le Trink-Hall (nom dérivé du mot allemand (de) trink, boire) est à l'origine un débit de boissons, avec une salle de billard et une salle de cinéma, construit en 1880 dans le parc d'Avroy à Liège. Le bâtiment de style néo-mauresque est flanqué de deux coupoles cuivrées, la façade présente des arcades vitrées, découpées et ajourées à la façon orientale. Un kiosque à musique s'y ajoute à côté de la terrasse. Le Trink-Hall ravagé par un incendie en 1908 est restauré en 1910. Au début de la Première Guerre mondiale, il abrite des bureaux de ravitaillement, et en 1918, les Allemands arrachent tous les éléments métalliques. Une nouvelle restauration est effectuée en 1921, mais le bâtiment est à nouveau dévasté par les inondations de 1925-1926. Son état de délabrement est tel qu'en 1961 il est démoli et remplacé par un nouveau bâtiment avec café et salles de réception. En 1982, la ville de liège met l'ensemble à disposition du Créahm.

### Le Créahm
Créé à Liège en 1979 par Luc Boulangé, le Créahm est une association dont l'objectif est de révéler et de déployer des formes d'art produites par des personnes handicapées mentales. Pour ce faire, le Créahm a mis en place des ateliers de création animés par des praticiens en arts plastiques et en arts vivants, inscrivant ainsi son projet dans un cadre pleinement artistique, et non pas thérapeutique ou occupationnel. L'originalité et l'importance de cette démarche, du point de vue artistique, mais également sociétal et politique, sont aujourd'hui encore au centre des objectifs poursuivis par le Créahm. Les structures qui, par la suite, en sont nées, le Centre de jour Créahm Liège (1994), le Centre d'Art Différencié devenu le MADmusée (2003), constituent, avec les ateliers, ce que nous appelons le « Grand Créahm » et relèvent du même projet d'ensemble. Le Trinkhall, en remplaçant le MADmusée, s'inscrit dans la même perspective.

## Le musée
Le Trinkhall Museum, (anciennement Madmusée) est un musée liégeois fondé en 1998 qui est situé dans le parc d'Avroy. Le musée conserve et expose des œuvres réalisées par des artistes porteurs d'un handicap mental, de maladie mentale ou de fragilité psychique, en contexte d'atelier. S'inscrivant à l'avant-scène du paysage culturel liégeois, il entend développer de nombreuses collaborations avec les différents acteurs de la vie artistique, sociale et culturelle, à Liège et bien au-delà des frontières de la ville. L'ouverture du Trinkhall est l'aboutissement d'un projet qui a mis plus de dix ans à se concrétiser. Il émane du Créahm qui, depuis quarante ans, défend dans une perspective qui reste profondément novatrice et engagée l'expression artistique des personnes porteuses d'un handicap mental. Le Trinkhall bénéficie de l'accompagnement de la Fédération Wallonie-Bruxelles et de l'indéfectible soutien de la Ville de Liège et de son échevinat de la culture. Il est, à ce titre, l'expression d'une politique urbaine qui envisage l'art comme un instrument d'émancipation inspiré par le désir et l'exigence d'un mieux-vivre.

## Une nouvelle politique muséale
Comme par le passé, le musée développe et met en valeur sa très riche collection : ce sont, venant du monde entier, près de trois mille oeuvres essentiellement réalisées par des artistes porteurs de handicap mental. Mais, dorénavant, avec un projet muséal profondément renouvelé autour de la notion d'arts situés.
La notion d'arts situés confère au musée sa nouvelle identité. Elle manifeste la singularité du Trinkhall dans le paysage des arts contemporains et commande la mise en place de son programme d'expositions, de recherche et de médiation. Elle englobe, sans s'y restreindre, les régimes d'expression liés au handicap mental et les expériences qui leur sont associées, notamment dans le cadre des ateliers de création qui se sont développés à travers le monde depuis une quarantaine d'années.
À ce titre, les liens que le musée entretient avec les ateliers du Créahm restent très étroits. Mais les domaines que la collection du Trinkhall et l'expérience historique des ateliers permettent d'envisager dépassent largement le seul registre du handicap mental. Ils touchent à la question même de la création artistique et des relations qu'elle entretient avec la société, le monde et chacun d'entre nous. Le Trinkhall est un musée d'arts contemporains dont la politique est adossée à l'expérience des ateliers.

### Les arts situés
La notion d'arts situés définit la politique muséale du Trinkhall. Elle repose sur un mode de perception et de compréhension des œuvres qui intègre la dimension fondamentale de leurs environnements et se refuse au réductionnisme esthétique que charrient, souvent malgré elles, les catégories communément mises en usage : une œuvre d'art est un système de relations localisées dont l'expression esthétique est le moyen et l'effet. Toute œuvre d'art, en ce sens, est située. Mais certaines, étant donné leur apparente singularité ou leur relative marginalité, font entendre plus fortement que d'autres la voix de leur situation. Ainsi en va-t-il des œuvres conservées dans la collection du Trinkhall : elles sont, en leur lieu singulier, l'instrument privilégié qui donne à voir et à comprendre les conditions mêmes de l'expérience artistique – ce que l'on peut appeler la « condition artistique », au même titre que l'on parle de la « condition humaine » …

## Art et handicap mental
En excluant toute forme de stigmatisation liée au handicap mental, la notion d'arts situés rend pleinement justice à la richesse, à la diversité et à l'intérêt exceptionnels de la collection que le musée abrite. En plaçant à l'avant-plan la question des dispositifs de création et de réception, la question des environnements, elle rend intelligible la puissance esthétique et la signification sociétale ou politique des œuvres. En s'adossant à la singularité des pratiques d'atelier, elle fait éclater les catégories de genre ou de style au bénéfice d'une intelligence ouverte et vivante des oeuvres.

## Centre de documentation
Le centre de documentation du Trinkhall, riche de plus de deux mille publications et largement ouvert aux chercheurs, aux étudiants, aux élèves ou aux amateurs, accompagne les projets de recherche et les activités de médiation du musée.

## Le bâtiment
Réalisé par le bureau d'architecture Beguin-Massart, le bâtiment, recouvert d'une résille opaline aux contours doucement arrondis, se dépose comme une lanterne au cœur de la ville. Il est l'aboutissement d'une réflexion où les architectes ont su rencontrer la poétique du lieu, son histoire, sa beauté, et toutes les exigences fonctionnelles d'un musée d'aujourd'hui. Avec plus de 600 m2 de surface d'exposition, une espace librairie, un centre de documentation, un espace de rencontre et d'activités pédagogiques et tous les locaux techniques nécessaires à la conservation des œuvres, le Trinkhall s'inscrit dans une nouvelle dynamique. Son café-restaurant, ouvrant largement sa terrasse sur le parc d'Avroy, reste librement accessible au public et renforce la dimension d'échange et de sociabilité qui caractérise le lieu depuis le XIXe siècle.